# Fernando Patterson
Fernando Arturo Patterson Castro (La Francia de Siquirres, 11 de fevereiro de 1970) é um ex-futebolista costarriquenho que atuava como goleiro. Possui também cidadania da Guatemala, onde jogou a maior parte de sua carreira.

## Carreira em clubes
Tendo iniciado a carreira em 1989, Patterson fez 3 gols em 119 jogos por Limonense, Turrialba e Municipal Puntarenas (também chegou a jogar como atacante). Em 1996, foi para o Xelajú, onde atuou por mais tempo (5 passagens no total) - na Guatemala, defendeu também Cobán Imperial, Heredia Jaguares, Xinabajul e Deportivo Coatepeque, além de Cartaginés, Ramonense e San Carlos (não chegou a entrar em campo) em seu país natal, aposentando-se em 2013, aos 43 anos de idade.
É o terceiro maior goleiro-artilheiro das seleções filiadas à CONCACAF e o 9º no geral, com 26 gols (atrás do mexicano Jorge Campos e do salvadorenho Misael Alfaro), empatado com o sérvio Dragan Pantelić.

## Carreira internacional
O único jogo de Patigol pela Seleção Costarriquenha de Futebol foi na decisão do terceiro lugar da Copa Ouro da CONCACAF de 1993, contra a Jamaica. Ele não voltaria a ser convocado para atuar com a camisa dos Ticos.

## Títulos
Xelajú
- Campeonato Guatemalteco: 3 (1995–96, Clausura 2007 e Clausura 2012)